# Eupithecia arida
Eupithecia arida là một loài bướm đêm trong họ Geometridae.